# Unione Sportiva Livorno 1976-1977
Questa pagina raccoglie le informazioni riguardanti l'Unione Sportiva Livorno nelle competizioni ufficiali della stagione 1976-1977.

## Stagione
Nella stagione 1976-1977 il presidente Corasco Martelli affida la guida del Livorno a Guido Mazzetti con la doppia funzione di bravo tecnico e di portafortuna, essendo l'allenatore dell'ultima promozione in Serie B. Ma il campo dirà che il campionato amaranto nel girone B della Serie C sarà un torneo deludente, con 35 punti ottiene una risicata salvezza ed il quindicesimo posto in classifica. Nel corso della stagione Ugo Conti subentra a Mazzetti. Un torneo dominato dalla Pistoiese che ritroverà la Serie B. Per i labronici sugli scudi due attaccanti, "Romoletto" Bruno Graziani con 11 reti ed il figlio del presidente, Riccardo Martelli con 10 centri.

## Rosa
| N. |                   | Ruolo | Calciatore        |
| -- | ----------------- | ----- | ----------------- |
|    | Italia (bandiera) | D     | Salvatore Albano  |
|    | Italia (bandiera) | D     | Claudio Azzali    |
|    | Italia (bandiera) | D     | Roberto Benincasa |
|    | Italia (bandiera) | C     | Luigi Bertocco    |
|    | Italia (bandiera) | D     | Mirco Brilli      |
|    | Italia (bandiera) | C     | Luigi Cappelletti |
|    | Italia (bandiera) | A     | Angelo Carella    |
|    | Italia (bandiera) | A     | Bruno Ciardelli   |
|    | Italia (bandiera) | A     | Gualtiero De Bono |
|    | Italia (bandiera) | A     | Giuseppe Doldi    |
|    | Italia (bandiera) | P     | Leopoldo Fabris   |

| N. |                   | Ruolo | Calciatore        |
| -- | ----------------- | ----- | ----------------- |
|    | Italia (bandiera) | D     | Francesco Ferraro |
|    | Italia (bandiera) | A     | Bruno Graziani    |
|    | Italia (bandiera) | P     | Corrado Leardi    |
|    | Italia (bandiera) | C     | Riccardo Martelli |
|    | Italia (bandiera) | D     | Renzo Martin      |
|    | Italia (bandiera) | D     | Bruno Mayer       |
|    | Italia (bandiera) | P     | Umberto Mazzanti  |
|    | Italia (bandiera) | A     | Franco Mondello   |
|    | Italia (bandiera) | C     | Corrado Poletto   |
|    | Italia (bandiera) | D     | Francesco Torchio |
|    | Italia (bandiera) | A     | Michele Vitulano  |

## Risultati

### Girone di ritorno
| Arbitro: | Longhi (Roma) |

|            |           |              |
| Gavino 70’ | Marcatori | 14’ Graziani |

| Arbitro: | Altobelli (Roma) |

|              |           |               |
| Martelli 11’ | Marcatori | 57’ Luteriani |

| Arbitro: | Celli (Trieste) |

|             |           |                      |
| De Bono 32’ | Marcatori | 73’ (rig.) Pazzaglia |

| Arbitro: | Milan (Treviso) |

|             |           |  |
| Ravenni 51’ | Marcatori |  |

| Arbitro: | Corigliano (Crotone) |

|                               |           |                    |
| Graziani 2’, 76’ Martelli 39’ | Marcatori | 81’ (rig.) Bagatti |

| Arbitro: | Paparesta (Bari) |

|                        |           |                   |
| Serato 11’ Podestà 55’ | Marcatori | 31’, 33’ Vitulano |

| Livorno 24 ottobre 1976 7ª giornata | Livorno          | 0 – 0 | Teramo | Stadio Ardenza\| Arbitro: \| Lanese (Messina) \| |
| Arbitro:                            | Lanese (Messina) |       |        |                                                  |

| Arbitro: | Esposito (Torre Annunziata) |

|  |           |                  |
|  | Marcatori | 69’ (aut.) Cisco |

| Livorno 7 novembre 1976 9ª giornata | Livorno           | 0 – 0 | Spezia | Stadio Ardenza\| Arbitro: \| Andreoli (Padova) \| |
| Arbitro:                            | Andreoli (Padova) |       |        |                                                   |

| Arbitro: | Lanzafame (Taranto) |

|                          |           |  |
| Battiston 7’ Novelli 57’ | Marcatori |  |

| Arbitro: | Tonolini (Milano) |

|              |           |  |
| Vitulano 40’ | Marcatori |  |

| Arbitro: | Migliore (Salerno) |

|                             |           |                     |
| Turella 2’, 25’ Borzoni 90’ | Marcatori | 84’ (rig.) Graziani |

| Arbitro: | Stringaro (Udine) |

|                                             |           |  |
| Bologna 58’ (rig.) Cristiani 62’ Pisano 77’ | Marcatori |  |

| Arbitro: | Savalli (Trapani) |

|                                      |           |           |
| Graziani 49’ (rig.) 51’ Martelli 82’ | Marcatori | 87’ Resta |

| Arbitro: | Faccenda (Salerno) |

|                           |           |  |
| Bonetti 25’ De Chiara 90’ | Marcatori |  |

| Livorno 2 gennaio 1977 16ª giornata | Livorno            | 0 – 0 | Viterbese | Stadio Ardenza\| Arbitro: \| Lombardo (Marsala) \| |
| Arbitro:                            | Lombardo (Marsala) |       |           |                                                    |

| Arbitro: | Paparesta (Bari) |

|                   |           |              |
| Gualandri 1’, 57’ | Marcatori | 86’ Martelli |

| Arbitro: | Parussini (Udine) |

|              |           |  |
| Martelli 62’ | Marcatori |  |

| Pistoia 23 gennaio 1977 19ª giornata | Pistoiese        | 0 – 0 | Livorno | Stadio Comunale\| Arbitro: \| Lanese (Messina) \| |
| Arbitro:                             | Lanese (Messina) |       |         |                                                   |

| Arbitro: | Governa (Alessandria) |

|                                     |           |  |
| Doldi 13’ Vitulano 55’ Mondello 72’ | Marcatori |  |

| Arbitro: | Castaldi (Vasto) |

|                |           |  |
| Cioncolini 67’ | Marcatori |  |

| Arbitro: | Magni (Bergamo) |

|                           |           |                   |
| Colombi 14’ Pazzaglia 52’ | Marcatori | 10’, 27’ Martelli |

| Arbitro: | Corigliano (Crotone) |

|  |           |             |
|  | Marcatori | 59’ Calisti |

| Olbia 27 febbraio 1977 24ª giornata | Olbia           | 0 – 0 | Livorno | Stadio Bruno Nespoli\| Arbitro: \| Vago (Chiavari) \| |
| Arbitro:                            | Vago (Chiavari) |       |         |                                                       |

| Arbitro: | Facchin (Udine) |

|                           |           |                |
| Graziani 17’ Martelli 28’ | Marcatori | 90’ Stivanello |

| Arbitro: | Giaffreda (Roma) |

|                            |           |              |
| Esposito 77’ Pulitelli 88’ | Marcatori | 90’ Bertocco |

| Arbitro: | Canesi (Cremona) |

|              |           |            |
| Martelli 73’ | Marcatori | 89’ Nobile |

| Arbitro: | Savalli (Trapani) |

|                                        |           |              |
| Angeloni 23’ Agostini 52’ Sellitri 58’ | Marcatori | 90’ Vitulano |

| Livorno 3 aprile 1977 29ª giornata | Livorno          | 0 – 0 | Arezzo | Stadio Ardenza\| Arbitro: \| Altobelli (Roma) \| |
| Arbitro:                           | Altobelli (Roma) |       |        |                                                  |

| Arbitro: | Chiri (Mantova) |

|                          |           |  |
| Cannata 32’ Di Prete 43’ | Marcatori |  |

| Livorno 17 aprile 1977 31ª giornata | Livorno            | 0 – 0 | Parma | Stadio Ardenza\| Arbitro: \| Gazzari (Macerata) \| |
| Arbitro:                            | Gazzari (Macerata) |       |       |                                                    |

| Arbitro: | Prato (Lecce) |

|                        |           |  |
| Graziani 26’ Doldi 85’ | Marcatori |  |

| Arbitro: | Facchin (Udine) |

|                                   |           |                          |
| De Rosa 35’, 74’ Resta 59’ (rig.) | Marcatori | 11’, 81’ (rig.) Graziani |

| Arbitro: | Falzier (Treviso) |

|              |           |             |
| Martelli 30’ | Marcatori | 28’ Berardi |

| Viterbo 22 maggio 1977 35ª giornata | Viterbese       | 0 – 0 | Livorno | Stadio Della Palazzina\| Arbitro: \| Magni (Bergamo) \| |
| Arbitro:                            | Magni (Bergamo) |       |         |                                                         |

| Arbitro: | Agate (Torino) |

|              |           |  |
| Graziani 72’ | Marcatori |  |

| Empoli 5 giugno 1977 37ª giornata | Empoli           | 0 – 0 | Livorno | Stadio Carlo Castellani\| Arbitro: \| Colasanti (Roma) \| |
| Arbitro:                          | Colasanti (Roma) |       |         |                                                           |

| Livorno 12 giugno 1977 38ª giornata | Livorno          | 0 – 0 | Pistoiese | Stadio Ardenza\| Arbitro: \| D'Elia (Salerno) \| |
| Arbitro:                            | D'Elia (Salerno) |       |           |                                                  |